# Alex Hornest

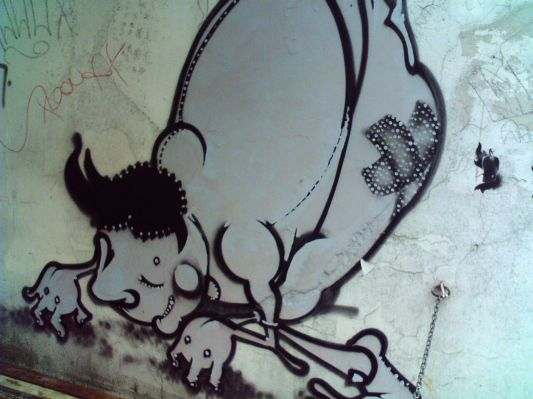
Uma das obras do biografado

Alex Hornest, também conhecido como ONESTO, é um pintor, escultor
e artista multimídia. Nasceu em São Paulo/SP em 1972, começou
sua trajetória artística na década de 1990 nas ruas fazendo graffiti, vídeos documentais em série como A Invasão e Sujo em parceria com Marky Borsky. Motivado em atuar e documentar a cena local, criou e ainda cria periódicos (publicações independentes) como Fanzines, blogs e conteúdo para redes-sociais.

## Biografia
Alex Hornest começou a desenhar ainda criança e na adolescência decidiu criar seus próprios personagens, formou-se em Administração de Empresas na Escola Técnica Estadual Prof. Arlindo Pinto da Silva (1988_1991) e em Desenho de Comunicação na Escola Técnica Estadual Carlos da Campos (1992_1995).
Fazendo graffiti desde 1992 foi convidado a integrar uma exposição coletiva no Museu da Imagem e do Som de São Paulo em 1994 e nos anos que
se seguiram continuou a pintar nas ruas e a levar suas obras para galerias e museus de todo o País e a partir de 2007 passou a expor regularmente nos Estados Unidos e Europa.

## Estilo artístico
A tridimensionalidade é uma constante na obra de Hornest, não
apenas em suas esculturas, mas em suas pinturas também. Suas
criações são inconfundíveis. Personagens de traços peculiares, semelhantes aos criados para histórias em quadrinhos, surgem em forma de animais, homens e mulheres - muitas vezes arredondados com pernas e braços finos - elaborados em ferro, vidro, argila e madeira ou pintados em lonas, paredes e em mosaicos feitos
com suportes inusitados. Eles ganham vida em um universo urbano onde retratam cenas comuns do cotidiano.

## Obras em Coleções Públicas
- Fundação Padre Anchieta
- Victoria and Albert Museum
- Museo de San Miguel de Allende
- Berardo Collection
- Museu Afro Brasil
- MAC – São Paulo - SP

## Obras em acervo
- CAVALERA ART PROJECTS
- Galeria Thomas Cohn
- Galeria Bernardo Marques
- Jonathan Levine Gallery

## Principais Exposições Individuais
- 2019 - UM POUCO DO QUE SOBROU - Galeria PLEXI - São Paulo/SP curador: KinJin
- 2019 - ONESTO/04 - Cinza General Store - Santos/SP curador: Bernardo Marques/BR ART
- 2018 - DIÁLOGOS MUDOS - Cold Galeria + Bownhouse - São Paulo/SP ccurador: Heverton Ribeiro
- 2018 - “AINDA” COMETENDO OS MESMOS ERROS - Do Beco Cultural - São Paulo/SP
- 2018 - COMETENDO OS MESMOS ERROS - Galeria CRUA - São Paulo/SP
- 2017 - PEQUENOS DELITOS - Real Vandal - Belo Horizonte/MG
- 2017 - TUMULTO - Okupação C.O.R.A.G.E.M - São Paulo/SP
- 2016 - APENAS O QUE OS PORCOS CONSEGUEM DIGERIR - Disjuntor Mooca - São Paulo/SP
- 2015 - ONESTO/03 - Blaze Gallery - São Paulo/SP
- 2015 - ONESTO/02 - CaixaPreta GraffShop - São Paulo/SP
- 2015 - ONESTO/01 - Galeria ENTRE (WALLS Graffiti shop) - Sorocaba/SP
- 2014 - VISTA DE UMA PRISÃO SEM MUROS - SESI - Sorocaba/SP
- 2014 - GRAVURAS DO ONESTO - King Cap - São Paulo/SP
- 2012 - ZOO _ Galeria LOGO - São Paulo/SP
- 2012 - ENTRE E FIQUE A VONTADE _ DAP/UEL - Londrina/PR
- 2012 - DISTÂNCIA E CONVÍVEO - SESC Ipiranga - São Paulo/SP
- 2011 - ANIMAIS DE CONCRETO III - MUNA (Museu Universitário de Arte) - Uberlândia/MG
- 2010 - Animais de Concreto - Cavalera Art Projects - São Paulo - SP
- 2010 - Momentos de lazer em uma prisão sem muros - Museu do Trabalho - Porto Alegre - RS
- 2009 - Bom para os seus olhos, ruim para a sua alma - Galeria Thomas Cohn - São Paulo - SP
- 2008 - Falsos animais - Museu do Trabalho - Porto Alegre - RS
- 2007 - So closed to be touched - Robert Berman Gallery - Los Angeles – Ca
- 2007 - Muito perto para serem tocados - 111Minna Gallery - San Francisco - Ca
- 2004 - Veja o que você não quer ver - Fundição Progresso - Rio de Janeiro – RJ
- 2004 - Aqui é o inferno - Most Urban Store - São Paulo - SP

## Principais Exposições Coletivas
- 2018 - VOLUME (andyHOPE + alexHORNEST) - Galeria XKWZone - São Paulo/SP
- 2017 - ONESTO + CAPS (Dobeco Cultural) - São Paulo/SP
- 2017 - JEAN-MICHEL BASQUIAT OBRAS DA COLEÇÃO MUGRABI (CCBB) - São Paulo/SP curador: Pieter Tjabbes
- 2017 - UNTITLED (Galeria Rabieh) - São Paulo/SP curador: Willian Baglione
- 2016 - SUBVERSO (Trip Art Pub) - São Paulo/SP curador: Vinicius Caps
- 2015 - SOMOS TODOS IMIGRANTES (Galeria ACRV) - RJ curador: Willian Baglione
- 2015 - ESPAÇO ABERTO (Museu Afro Brasil) - São Paulo/SP curador: Emanoel Araujo
- 2015 - URBANART BIENNIAL - Völklingen / Saarbrücken/DE
- 2014 - LATA Festival - REDgallery - Londres/UK curador: Anselmo Dutra + Alicia Bastos
- 2014 - SHOUTS OF KOREA - KOTRA Open Gallery - Seoul/Coréia do Sul curador: Sang
- 2013 - O NEGRO NO FUTEBOL - Museu Afro Brasil - São Paulo/SP curador: Emanoel Araujo
- 2013 - O QUE OS OLHOS NÃO VÊ, O CORAÇÃO NÃO SENTE - MuseuAfroBrasil - São Paulo/SP curador: Emanoel Araujo
- 2013 - LISTA - Galeria LOGO - São Paulo/SP curador: Lucas Pexão
- 2013 - STREET ART BRAZIL - SCHIRN Kunthalle Museum - Frankfurt/DE curador: Carolin Köchling
- 2012 - ENTRE MUNDOS - ApART Private Gallery - São Paulo - SP
- 2012 - LISTA - Galeria LOGO - São Paulo/SP curador: Lucas Pexão
- 2012 - GRAVURAS - Pinacoteca da Ajuris - Porto Alegre - RS
- 2012 - GRAFFITI: Tableaux de Maîtres - Palais de Tokyo - Paris/FR
- 2012 - LISTA - Galeria LOGO - São Paulo/SP curador: Lucas Pexão
- 2011 - CONTEMPORÂNEA ART PARATY II - Museu Afro Brasil - São Paulo/SP curador: Cesare Pergola/Emanoel Araujo
- 2010 - Transfer - Pavilhão das Culturas Brasileiras - São Paulo – SP
- 2010 - Brazil Fest - Atlanta - GA - USA
- 2010 - Animais de concreto - MARP - Ribeirão Preto - SP
- 2009 - Eu tenho um sonho (de king a obama, a saga negra do norte) - Museu Afro Brasil - São Paulo - SP
- 2009 -  Memoria Canalla - Museu de Arte Moderno de Bogotá - CO
- 2009 -  R.U.A - Reflexo on Urban Art - Rotterdam - NL
- 2009 - Beach Blanket Bingo - Jonathan Levine Gallery - New York - ny
- 2008 - Installation five - scion art tour 2008/2009 - USA
- 2008 - Gen art vanguard - Art Basel - Miami - FL
- 2008 - Contra o Verso - Galeria Bergamin - SP
- 2008 - Território ocupado II - Galeria Bernardo Marques - Lisboa - PT
- 2007 - Formas e pulos: o sací no imaginário - Museu Afro Brasil - São Paulo - SP
- 2007 - Choque Cultural / 4 anos - Galeria Choque Cultural - São Paulo - SP
- 2007 - A conquista do espaço: novas formas da arte de rua - SESC Pinheiros - SP
- 2007 - Visual slang: the modern urban imagination - abrons arts center - NY
- 2007 - Encuentro entre dos mares - Bienal de Valencia - Espanha
- 2007 - Fabulosas desordens - Centro Cultural da Caixa Econômica Federal - RJ
- 2006 - Spray - o novo muralismo latino americano - Memorial da América Latina - SP
- 2006 - Território ocupado - Museu Afro Brasil - São Paulo - SP
- 2006 - Holland embassy - artfactory - BA
- 2005 - Erótica - Galeria Choque Cultural - SP
- 2005 - Catalixo - Galeria Choque Cultural - SP
- 2005 - Olhar impertinente - MAC - São Paulo - SP
- 2005 - Coletivo rua - MAC - Americana - SP
- 2003 - Mídias Táticas - Casa das rosas - São Paulo - SP
- 2000 - Preto no Branco - Faculdade de História da USP - São Paulo - SP
- 1997 - Projeto arte na cohab – MASP centro – São Paulo
- 1994 - III Mostra de Graffiti – Museu da Imagem e do Som – São Paulo - SP

## Publicações
- 2018 	 COMETENDO OS MESMOS ERROS (Catálogo) - Published by ITEM72ForCollectors - SP/BR
- 2017 	 VOLUME (Catálogo) - Published by ITEM72ForCollectors - SP/BR
- 2017 	 PEQUENOS DELITOS (Catálogo) - Published by ITEM72ForCollectors - BH/BR
- 2014 	 AÇÃO e REAÇÃO (Fabio Biofa e Alex Hornest) - Published by ITEM72ForCollectors - SP/BR
- 2014 	 INEXPRESSIVO - Published by ITEM72ForCollectors - São Paulo - BR
- 2010 	 O MELHOR DAS PIORES COISAS - Published by ITEM72ForCollectors - SP/BR
- 2010 	 Tenho pena de você/ Alex Hornest/ Thais Ueda. São Paulo – SP: Item72 for collectors, 2010 - ISBN 9788591094509
- 2008 	 Onesto / São Paulo – SP - Published by Zupi Design e Editora, 2008 - Edited by Allan Szacher - ISBN 9788561464004
- 2007 	 100COTIDIANO (Valerio Ciqueira e Alex Hornest) - Published by Lixo Contínuo e ITEM72ForCollectors - SP/BR
- 2006 	 ENTULHO - Published by ITEM72ForCollectors - SP/BR

## Livros, Catalogos, Opniões, Artigos e Ensaios
- 4KM - São Paulo, SP
- 2013 	 SHOUTS OF KOREA - Kotra (Korea Trade Investiment), KR
- 2013 	 STREET ART BRAZIL - Schirn Kunsthalle Frankfurt, DE
- 2011 	 GRAFFITI EM SP - Tendências Contemporâneas - Antonio Eleilson Leite - Aeroplano Editora, SP
- 2011 	 MEIO A MEIO - Published by Lixo Contínuo - BR
- 2011 	 GRAFFITI SP - Fotografias de Ricardo Czapski, SP
- 2011 	 THE WORLD ATLAS OF STREET/GRAFFITI - Rafael Schacter/John Fekner - Published by Aurum Press - UK
- 2011 	 BIKE ART - Bicycles in Art Around The World - Kiriakos Iosifidis - GR
- 2010 	 ARTAQ BOOKZINE - FR
- 2010 	 TRANSFER BOOK- Author Lucas Peixão - Editora ZY
- 2010 	 NUEVO MUNDO - Author Maximiliano Ruiz - Ed. Gestalten
- 2010 	 SKETCHBOOK - Editora POP
- 2008 	 Street art/Cedar Lewisohn/ Henry Chalfant, Londres – UK: Tate Modern - ISBN 9781854378750
- 2008 	 MURAL ART: v.3 - Kiriakos Iosifidis - GR
- 2008 ONESTO - Published by Zupi Design e Editora Ltda. - BR - ISBN 9788561464004
- 2006 	 STREET ART - Foreword by Henry Chalfant - Published by Tate Modern - UK
- 2006 	 TRANSFER CATALOGO - Published by Santander Cultural - BR
- 2006 	 ANSATZ- KEEN ON FAITH - Published by Rojo - ES
- 2006 	 TERRITÓRIO OCUPADO - Published by Museu Afro Brasil - BR
- 2005 	 Graffiti Brasil/ Tristan Manco, Caleb Neelon, Lost Art. Graffiti Brasil.  Thames & Hudson, pag. 72 -  ISBN 0500285748
- 2005 	 IZASTIKUP - Author The Don - Publish by Drago Arts e Com. - IT
- 2004 	 A CIDADE ILUSTRADA - Author Marcio Scavone - Alice Publishing Editora - BR